# Purwokerto
Purwokerto este un oraș din Indonezia.Populația orașului la Recensământul din 2010 a fost de 233.951

## Geografie
Purwokerto este situat în mijlocul insulei Java, în provincia Jawa Tengah (Java centrală), în apropierea bazei Muntelui Slamet, al doilea înalt al vulcanului din Java centrală. Orașul este împărțit de Kali Kranji (râul Kranji). Se află lângă două mari drumuri est-vest, Jalan Sudirman și Jalan Gatot Subroto.

## Istorie
Istoria Purwokerto ca și capitală a Banyumas Regency este interconectată cu istoria Banyumas în sine. Banyumas a fost înființată în 1582 de Raden Joko Kahiman. El a devenit mai târziu primul regent, ducele Mrapat.